# Between Two Worlds (album)
Between Two Worlds è l'album di debutto del supergruppo black metal norvegese I, pubblicato il 14 novembre 2006 da Nuclear Blast.
Composto quasi esclusivamente da mid-tempo, il disco è stato descritto come una fusione di riff rock and roll e metal estremo, con influenze di Bathory e Kiss, mentre lo stile vocale di Abbath è stato più volte accostato a quello di Lemmy Kilmister. Questa fusione di metal classico ed estremo è stata definita dal critico Chad Bowar blackened traditional metal.
Esistono anche un'edizione limitata di 1000 copie con due bonus track, e un'edizione digipack con tre bonus track.

## Tracce
Tutte le tracce sono state scritte da Abbath Doom Occulta e Demonaz Doom Occulta
1. The Storm I Ride - 3:27
2. Warriors - 5:53
3. Between Two Worlds - 5:52
4. Battalions - 4:46
5. Mountains - 6:05
6. Days of North Winds - 4:04
7. Far Beyond the Quiet - 7:13
8. Cursed We Are - 5:13

### Bonus track (edizione limitata)[4]
1. Bridges of Fire - 7:36
2. Shadowed Realm - 5:44

### Bonus track (digipack)[5]
1. Bridges of Fire - 7:36
2. Shadowed Realms (Intro) - 1:31
3. Shadowed Realm - 5:44

## Formazione[6]
- Abbath Doom Occulta - voce, chitarra
- Ice Dale - chitarra
- TC King - basso
- Armagedda - batteria

## Crediti
- Thomas Eberger - mastering
- Hakon Grav - fotografia, layout, management
- Martin Kvamme - grafica di copertina
- Herbrand Larsen - ingegneria del suono
- Geir Luedy - ingegneria del suono
- Peter Tägtgren - missaggio
- Jaap Wagemaker - A&R